# Indira (inslagkrater)
Indira is een inslagkrater op de planeet Venus. Indira werd in 1985 genoemd naar Indira, een Hindoe meisjesnaam.
De krater heeft een diameter van 16,6 kilometer en bevindt zich ten noorden van Lampedo Linea in het quadrangle Metis Mons (V-6).